# Saraniú

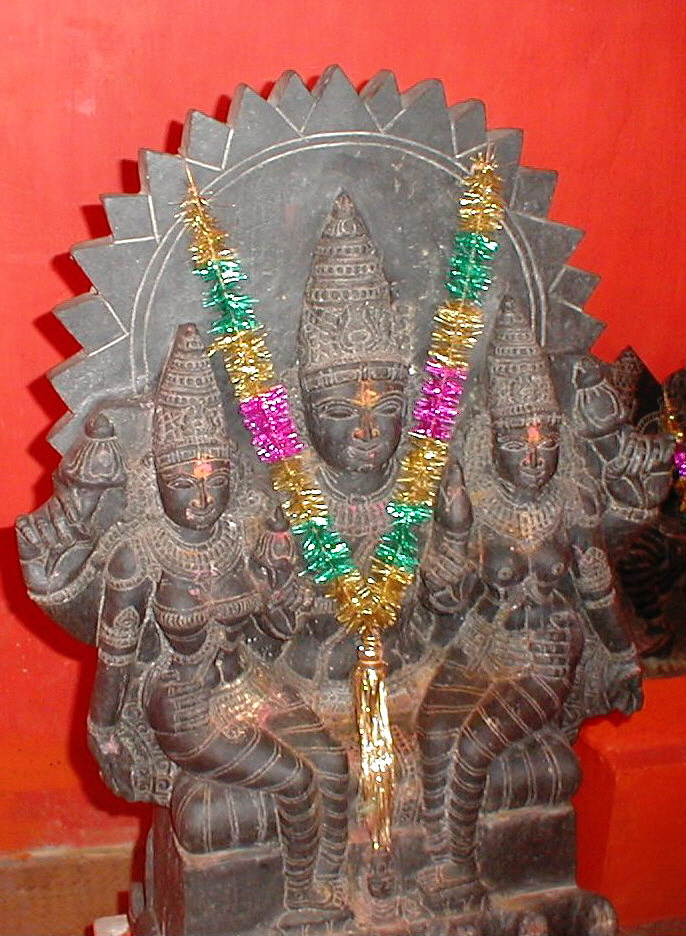
Suria con sus esposas Saraniú (Sangñá) y Chaia.

En el marco de la mitología hinduista, Saraniú era la diosa de la aurora y de las nubes, y esposa de Suria (el dios del sol).
- saraṇyu, en el sistema AITS (alfabeto internacional para la transliteración del sánscrito).
- सरण्यु, en escritura devanagari del sánscrito.
- Pronunciación: /saraniú/.[1]

## Etimología
Saraniú es la forma femenina del adjetivo saránia, que significa ‘rápido, veloz, ágil’. En el Rig-veda (el texto más antiguo de la literatura de la India, de mediados del II milenio a. C.) se utiliza para los ríos y el viento (comparar también Saraiu).
También se la conoce como Saranyu, Saranya, Saraniya, Sanjña o Sangya.
En el Rig-veda (10.17), Saraniú es la hija del sabio Tuastar, y
fue secuestrada. 
A su esposo Vivasuat se le dio una novia de reemplazo, llamada Chaia.
| n.º | sánscrito                        | español                                             |
| --- | -------------------------------- | --------------------------------------------------- |
| 1a) | tuasta dujitré vajatúm krinotí   | Tuastar prepara el matrimonio de su hija            |
| 1b) | iti idam visuam bhúvanam sam etí | todo el mundo escucha la noticia y el montaje.      |
| 1c) | iamasia matá, pariujiámana,      | Pero la madre de Iama, esposa del gran Vívasuat,    |
| 1d) | majó yaiá vísuasuató nanashá     | desapareció cuando era llevada a la morada de ella. |
| 2a) | ápagujan amritám mártiebhiah     | Los mortales que escondieron a la señora inmortal,  |
| 2b) | krituí sávarnam adadur vívasuate | hicieron otra como ella y se la dieron a Vívasuat.  |
| 2c) | uta asuínav abharad iat tad asid | Saraniú le trajo los hermanos Asuin,                |
| 2d) | áyajad u duá mithuná saraniúh    | y luego abandonó a ambos gemelos.                   |

Desde el punto de vista mítico, Saraniú puede estar relacionada con Helena de Troya (que también fue secuestrada). 
Ella es también la madre de Manu, y de los gemelos Iama y Iamí.
De acuerdo con Farnell, el significado del epíteto se puede encontrar en la concepción original de Erinys, que era el de una diosa-Tierra similar a Gea, por lo que naturalmente se la asocia con Deméter, en vez de una deidad iracunda y vengativa.

## Comparación con Deméter
A veces se la asocia con Deméter, la diosa griega de la agricultura. De acuerdo con el indólogo alemán Max Müller y con Adalbert Kuhn, Deméter es el equivalente mitológico de la Saraniú sánscrita, que, se convirtió en una yegua, fue perseguida por Vivasvat, y se convirtió en la madre de Revanta y de los gemelos Asvins ―los Dioscuros de la India―. 